# Teoría de régimen
La teoría de régimen, se utiliza para la determinación de los parámetros básicos de un cauce estable. 

## Histórico
Esta teoría tiene sus inicios en 1895, cuando Kennedy, para diseñar una red de canales no revestidos observó y midió las dimensiones de canales que ya habían estado en operación durante años, y por lo tanto su sección se había ajustado a unas dimensiones estables en función de los caudales que transportaban, tanto líquidos como de sedimentos.
Gran importancia tuvieron un número elevado de observaciones de las características de canales de riego en la India, principalmente en las planicies de los ríos Indo y Ganges.
Los canalles estudiados en la India cumplen en general con los siguientes condiciones: El material de fondo y orillas consiste en arena fina, limo o arcilla. Además el transporte de sedimentos del fondo es menor a 500 ppm, y a la entrada de los canales se procura que no entren sedimentos. Sin embargo, datos obtenidos en canales que no cumplen estas condiciones también han sido utilizados, y asimismo, otros autores han añadido datos tomados de ríos. 
Al igual que en otros fenómenos estudiados por la hidráulica fluvial, en la teoría de régimen existen dos problemas que deben considerarse, el primeroconsiste en que debido al carácter eminentemente empírico de los métodos propuestos se llega a resultados diferentes, y solo la experiencia del investigador puede ayudar a descartar resultados absurdos. Sin embargo conviene señalar que la aplicación de los diferentes métodos basados en la teoría de régimen, al diseñar un canal, en muchas ocasiones se obtienen valores que, aunque distintos, no difieren entre sí en más del 15%, lo cual es muy razonable en estos problemas.
El segundo problema consiste en que los diferentes autores utilizan diferentes parámetros geométricos para definir la sección transversal de un canal. Así algunos hacen intervenir en sus ecuaciones el perímetromojado y el radio hidráulico, mientras que otros prefieren el ancho de la superficie y el tirante medio, y algunos más el ancho medio y el tirantedel canal. Por tanto, el áres de la sección puede expresarse por alguna de las siguientes relaciones: 
{\displaystyle A=P.R=B.d_{m}=b_{m}.d}
De las primeras observaciones efectuadas en 22 canales de riego del sistema Alto Bari Doab, Kennedy determinó que la velocidad media era función del tirante y con esa relación dimensionó futuros canales. La relación que encontró es:
{\displaystyle V={0.548}*d^{0.64}}
Donde:
{\displaystyle V=} velocidad media del agua en la sección, en m/s
{\displaystyle d=} tirante de agua, en m
Kennedy al igual que otros investigadores comprobaron que el exponente y el coeficiente de la ecuación variaba para canales de otras regiones. Por lo tanto la ecuación se transformó en la siguiente:
{\displaystyle V={C}*d^{m}}
Donde:
{\displaystyle C=} coeficiente que varía entre 0.67 y 0.95 (Lacey); 0.25 y 1.20 (otros autores)
{\displaystyle m=} exponente que varía entre 0.52 y 0.64 (Lacey); 0.61 y 0.73 (otros autores)
El término "régimen"  fue introducido por Lindley en 1919, quién definió que un canal está en régimen cuando su sección y pendiente están en equilibrio con el caudal transportado, de tal manera que cualquier aumento o disminución de él, hacen que el ancho y el tirante se modifiquen en función de esos valores. Con ello, observó, al finalizar el período anual, que las secciones y pendientes prácticamente permanecían constantes.
Después de la fórmula propuesta por Kennedy, numerosos autores han propuesto otras relaciones también empíricas, que tratan de relacionar la geometría de la sección y la pendiente del canal con el caudal líquido y las características del material del fondo y paredes.
Entre ellos se pueden citar a Lane, Lacey, Lindley, Parker, Bose y Malhotha, Stebbings, Chitale, Inglis, Joglekar, Blench, Gupta, Kondap, Simons y Albertson, Altunin y Henderson, quienes obtuvieron sus datos principalmente en canales de riego de la India, Pakistán, Egipto y posteriormente de Estados Unidos. Entre estos se destacan:
- Lacey, cuyo método está basado en la recopilación muchos métodos anteriores;
- Blench, que es uno de los más difundidos;
- Simons y Albertson, permite considerar variaciones en la resistencia de las márgenes;
- Kondap , por permitir considerar parámetros adicionales.

## Aplicabilidad de la teoría de régimen
La teoría de régimen es aplicable con material cohesivo y arenoso. Como la mayoría de los datos adquiridos para la obtención de las fórmulas de estos métodos han sido tomadas en canales con fondo y orillas cohesivas, tienen una gran utilidad para el diseño de canales formados con ese material. Por otra parte, el transporte de material sólido en suspensión, en la mayoría de los canales observados, fue menor a 500 ppm.
Los tramos de ríos con ese tipo de material se encuentran en las planicies.